# The Road and the Radio
The Road and the Radio è il decimo album in studio del cantante country statunitense Kenny Chesney, pubblicato nel 2005.

## Tracce
1. The Road and the Radio – 5:11 (Kenny Chesney, Casey Beathard)
2. Living in Fast Forward – 3:34 (David Lee Murphy, Rivers Rutherford)
3. Who You'd Be Today – 4:16 (Bill Luther, Aimee Mayo)
4. You Save Me – 3:58 (Brett James, Troy Verges)
5. Summertime – 3:29 (Craig Wiseman, Steve McEwan)
6. In a Small Town – 4:15 (Jon McElroy, Cory Mayo)
7. Beer in Mexico – 4:36 (Chesney)
8. Freedom – 4:41 (Tom Douglas, Luther)
9. Tequila Loves Me – 4:09 (McElroy, Arnie Roman)
10. Somebody Take Me Home – 3:35 (Radney Foster, Randy Rogers)
11. Like Me – 5:15 (Troy Jones)